# Arothron hispidus
Az Arothron hispidus a sugarasúszójú halak (Actinopterygii) osztályának a gömbhalalakúak (Tetraodontiformes) rendjébe, ezen belül a gömbhalfélék (Tetraodontidae) családjába tartozó faj.

## Előfordulása
Az Arothron hispidus előfordulási területe az Indiai- és a Csendes-óceánokban van. A Vörös-tengertől és Kelet-Afrikától kezdve, északon Japánon és Hawaiion, míg délen a Lord Howe-szigetcsoporton és Húsvét-szigeten keresztül, egészen Alsó-Kaliforniáig (Baja California) és Panamáig sokfelé megtalálható.

## Megjelenése
Az eddig kifogott legnagyobb példány 50 centiméteres és 2 kilogrammos volt. A hátúszóján 10-11 sugár, és a has alatti úszóján ugyanennyi sugár van. A hátának színezete általában zöldes-barna; oldalain és farokúszóján számos fehér pont látható. A hasán fehér sávok vannak. Az oldalvonala hajlított. Testét a szája és a faroktöve kivételévek, kis tüskék borítják. Mindkét orrlyukában 2-2 húsos nyúlvány lóg ki. Vészhelyzetben képes behúzni a kopoltyúit.

## Életmódja
Trópusi tengeri és brakkvízi halfaj, mely 1-50 méteres mélységek között él a korallszirtek környékén. A 25 Celsius-fokos vízhőmérsékletet kedveli. Nem vándorol, viszont a korallzátonyok szélén él és néha a lagúnákba és folyótorkolatokba is beúszik. Ha nincsenek sziklás helyek, akkor a moszattal és tengerifűvel (Zostera) benőtt homokos tengerfenék is megfelel. Általában magányos és területvédő. Tápláléka különböző virágállatokból, szivacsokból, előgerinchúrosokból, puhatestűekből, csőférgekből, rákokból, tüskésbőrűekből és törmelékből tevődik össze.

## Szaporodása
Ikrák által szaporodik.

## Felhasználása
Az Arothron hispidusnak, csak kismértékű a halászata. Főleg az akváriumok számára fognak be belőle. Emberi fogyasztásra nem alkalmas, mivel mérgező.

## Képek

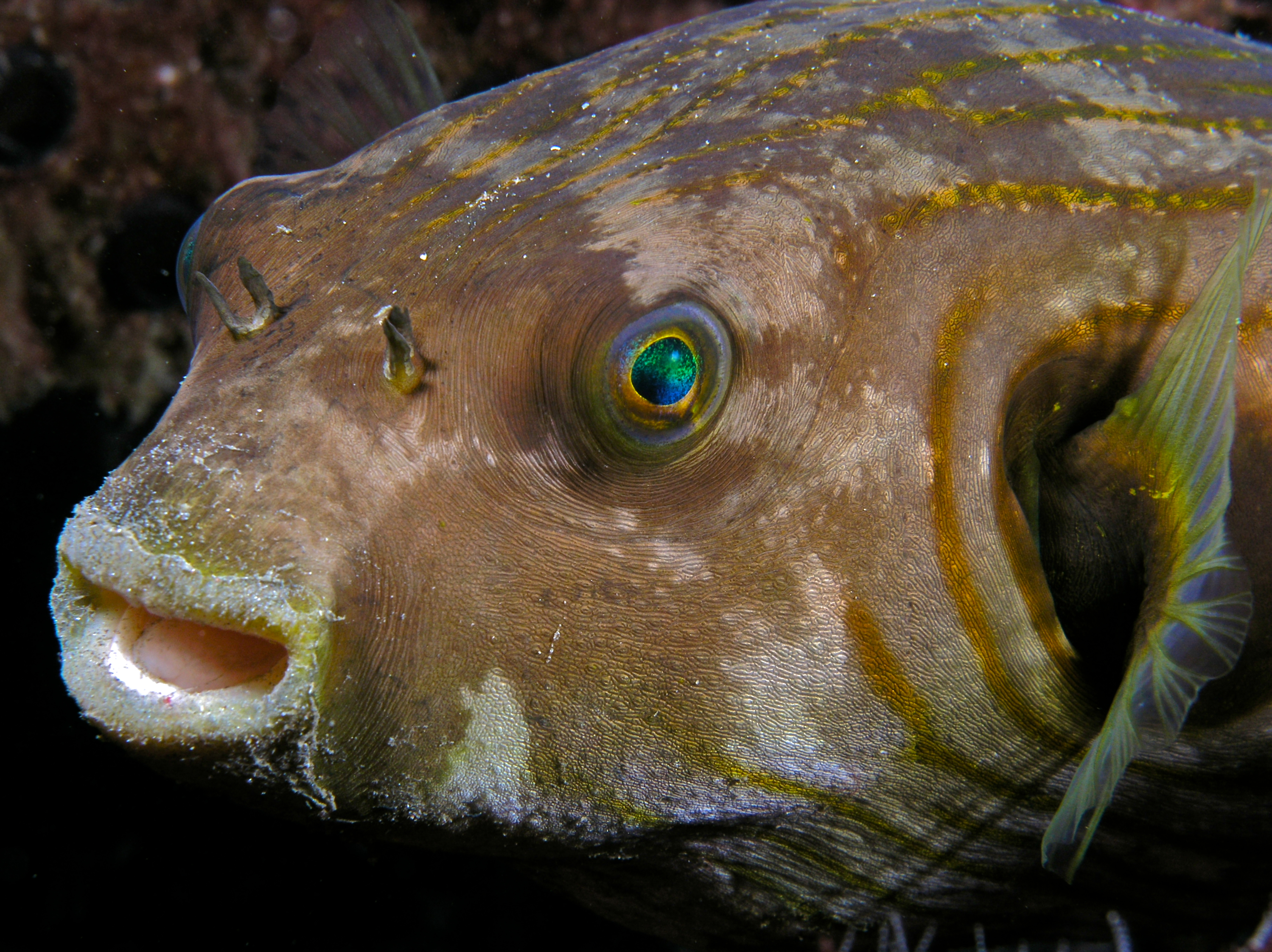
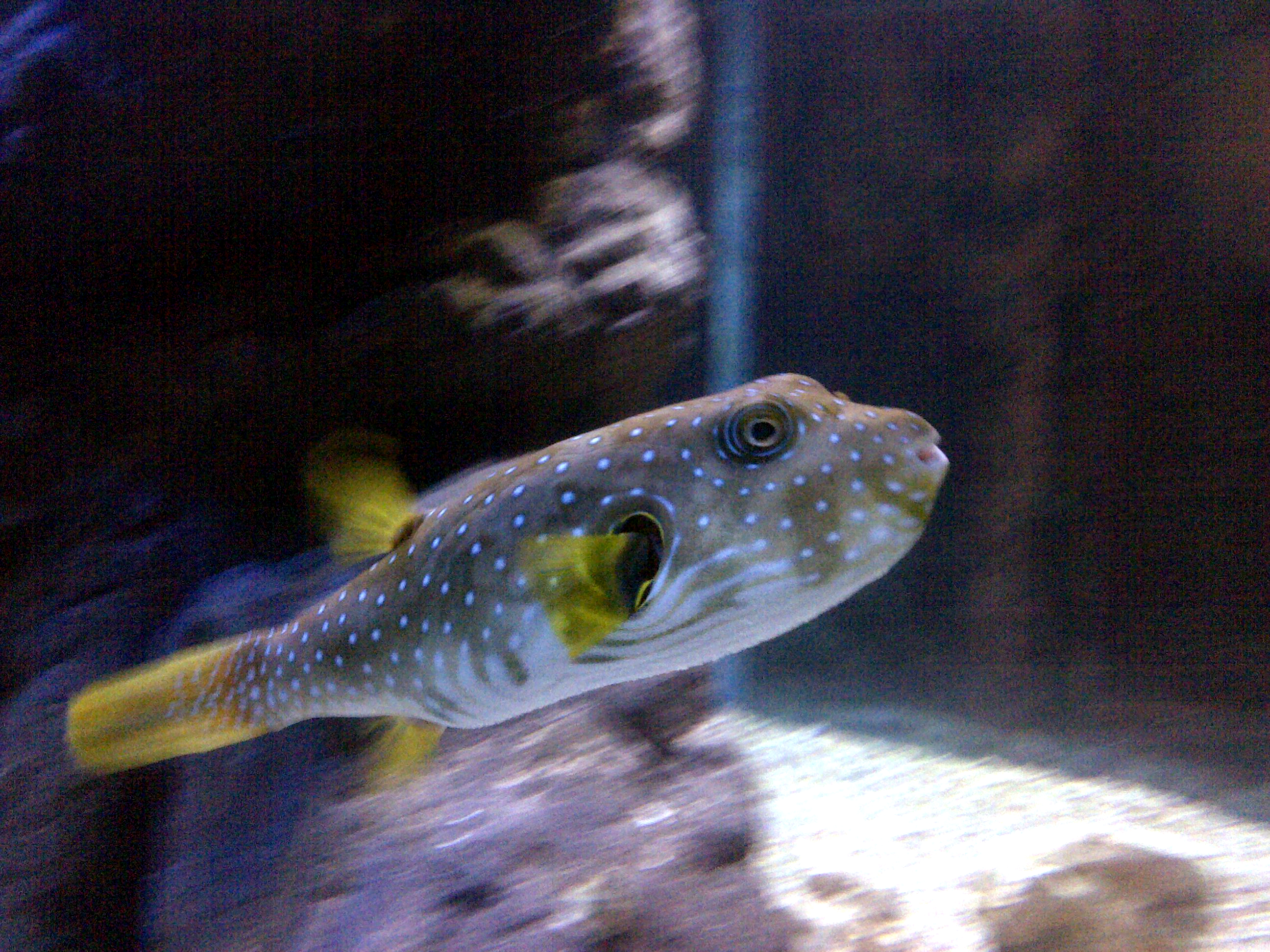
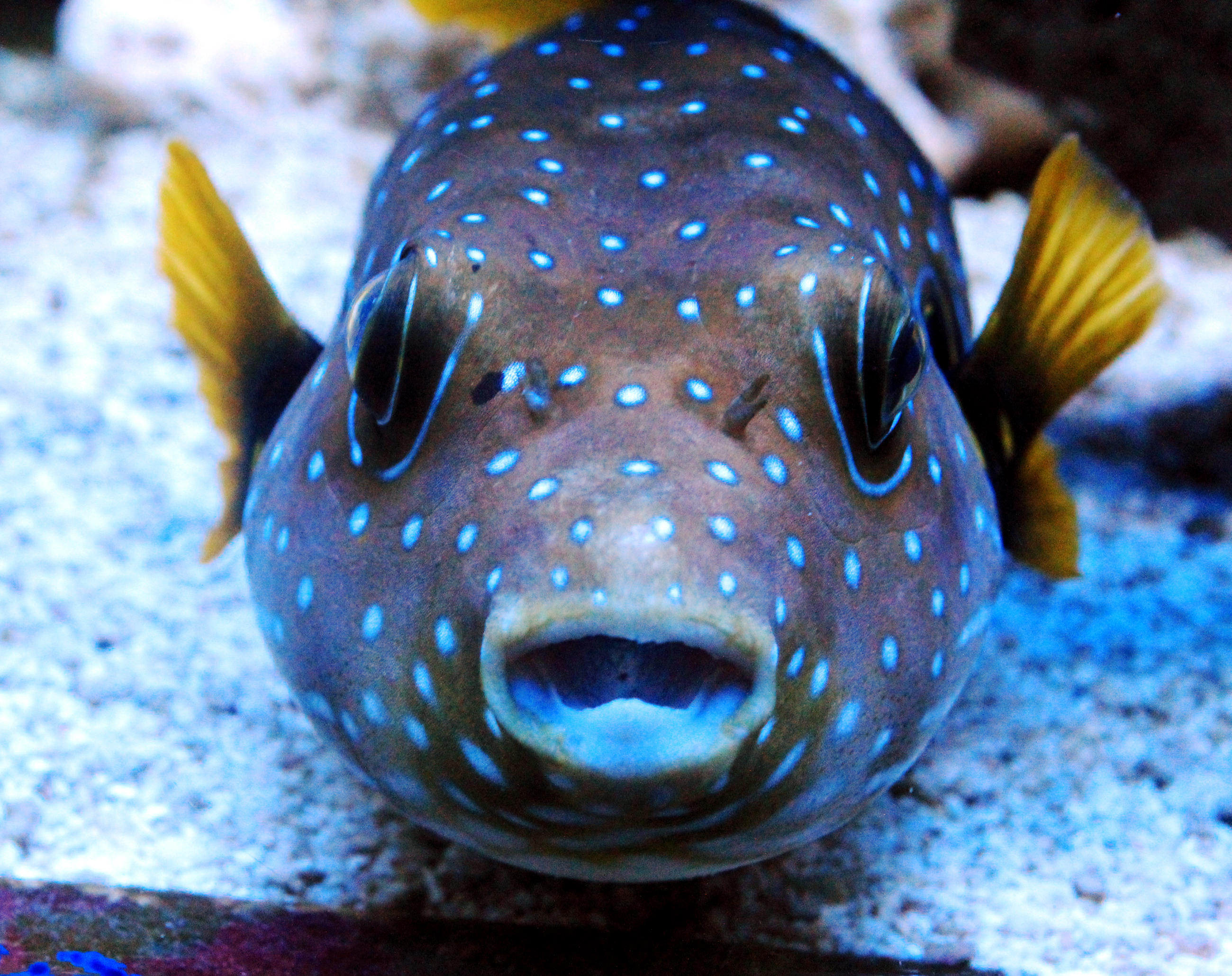
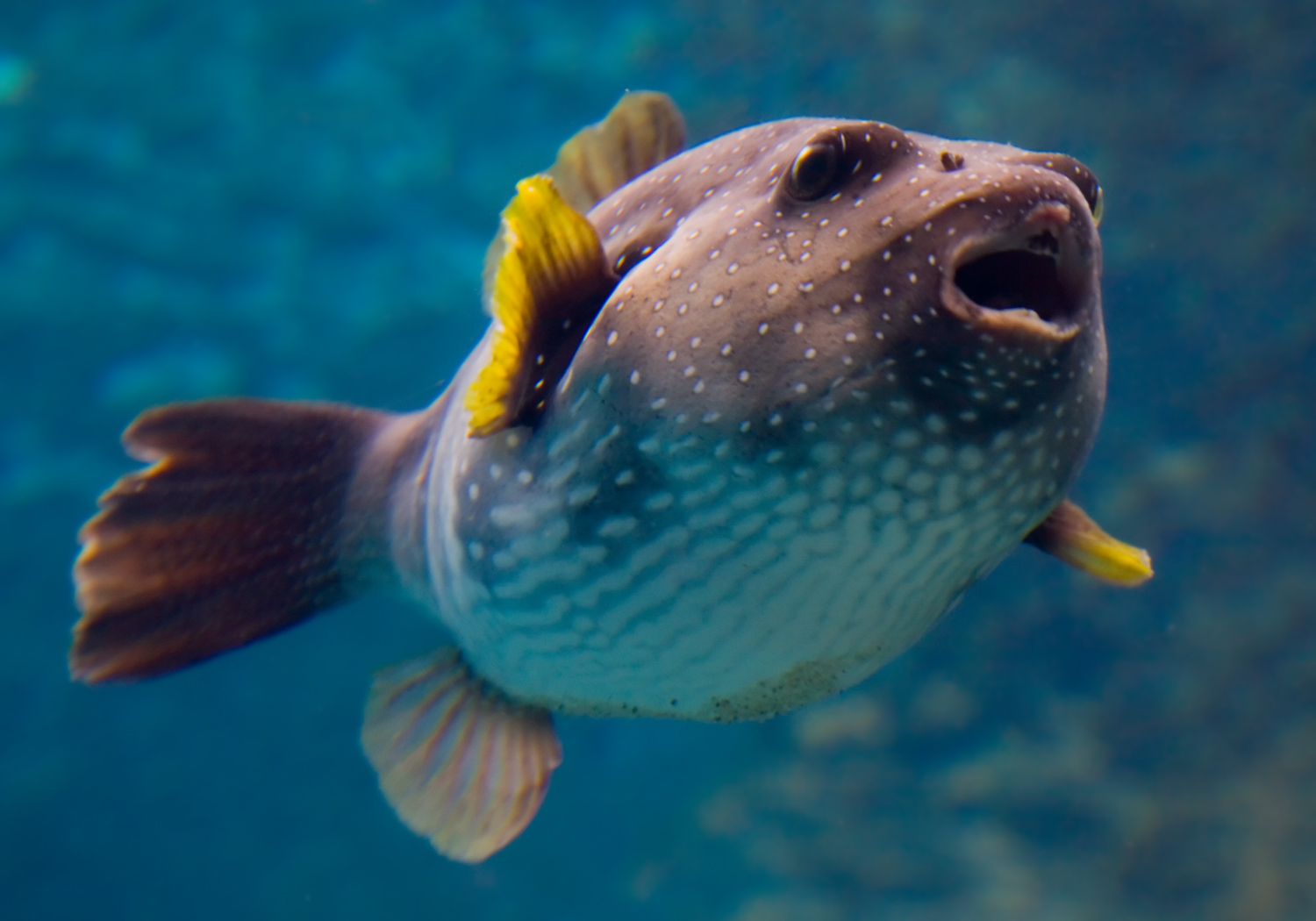